# Arena Zagreb
Arena Zagreb is een multifunctionele sporthal in het zuidwesten van Zagreb, Kroatië (in de wijk Lanište van Novi Zagreb ). De site bevat ook een gebouwencomplex, het Arena Complex (Arena Center), waardoor het een van de grootste winkel-entertainmentcentra in de stad is. De arena wordt gebruikt voor hockey, zaalvoetbal, handbal, atletiek, basketbal, volleybal, tal van andere sportwedstrijden en verschillende concerten, tentoonstellingen, beurzen, congressen.
Het winkelcentrum en de arena delen een reeks diensten zoals een gezamenlijke parkeerplaats, multiplexbioscoop, wellnesscentrum, talloze restaurants, cafés en winkels.